# Герб Синициного
Герб Синициного — офіційний символ села Синицине (Кіровського району АРК), затверджений рішенням Первомайської сільської ради від 23 грудня 2008 року. Автор герба — О. І. Маскевич.

## Опис герба
У зеленому полі, з двічі хвилясто відділеним синім лівим боком, дві руки, на долонях яких золотий сніп хліба, перев'язаний червоною стрічкою. В золотій основі три червоні тюльпани із зеленими стеблами.

## Символіка
Колос — одна з найдавніших емблем людства, відображає родючість, життєдайну силу і повагу праці хлібороба, руками якого створюється головне багатство землі — хліб. Квітка тюльпана символізує кримський степ, унікальність кримської природи. Синє поле зі срібними хвилями відображає Сиваш, води якого омивають землі сільської ради зі сходу. Зелений колір символізує достаток, родючість, відродження і здоров'я, золотий — багатство, справедливість і найвищу цінність, якою у європейських народів завжди вважався хліб.